# Girlboss

## Girlboss-культура

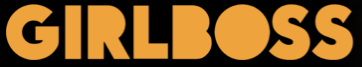

Girlboss-культура — соціальний та культурний феномен, який з’явився в середині 2010-х років, і став значущим явищем у медіа та бізнес-середовищі. Це поняття пов'язане з рухом за жіноче лідерство, індивідуалізм і підприємницьку діяльність, який акцентує на незалежності, успіху та самореалізації жінок.

### Походження терміну
Термін girlboss став популярним завдяки книзі Софії Аморусо "#GIRLBOSS", опублікованій у 2014 році. Аморусо, засновниця онлайн-магазину Nasty Gal, поділилася своєю історією підприємницького успіху, яка стала моделлю для багатьох жінок, що прагнули створити власний бізнес. Термін швидко став символом самостійних, амбітних жінок, які досягли успіху в умовах сучасного капіталізму.

### Основні характеристики
- Індивідуалізм та самостійність: Girlboss-культура підкреслює важливість особистого успіху, акцентуючи на тому, що жінки можуть досягти великих результатів власними силами. Це часто означає створення власних бізнесів, розвитку кар'єри або фінансової незалежності.
- Підприємницький дух: Girlboss-культура також пов’язана з духом підприємництва, інноваційністю та прагненням до досягнень у бізнесі. Вона пропагує концепцію «роби, що любиш», що призвело до створення численних стартапів і брендів, орієнтованих на жіночу аудиторію.
- Жіноче лідерство та наставництво: Крім економічної незалежності, рух також акцентує на важливості підтримки інших жінок у досягненні їх цілей. Це включає в себе наставництво, створення співтовариств для підтримки жінок-підприємців та активне заохочення до взаємодії серед жінок у бізнесі.

### Критика
Попри популярність, girlboss-культура зазнала критики з різних точок зору:
- Критика соціальної нерівності: Одним із основних зауважень є те, що рух просуває індивідуальний успіх, не враховуючи соціальні бар'єри, з якими стикаються багато жінок. Критики вказують на те, що культура часто ігнорує расову, класову та економічну нерівність, яка заважає багатьом жінкам досягати такого ж рівня успіху.
- Капіталістичний підхід: Girlboss-культура часто критикується за свою занадто капіталістичну природу. Вона фокусується на успіху в межах традиційної економічної системи, що може бути проблематичним для тих, хто прагне до змін або соціальної справедливості поза межами капіталізму.
- Перехід на поверховість: Багато з критиків зазначають, що girlboss-культура інколи може бути надто поверхневою, не пропонуючи конкретних рішень для боротьби з реальними соціальними проблемами, такими як гендерна нерівність чи сексуальна дискримінація.

### Вплив на культуру
Girlboss-культура мала значний вплив на різні сфери суспільства та економіки, включаючи медіа, підприємництво та популярну культуру:
- Медіа та популярна культура: Поняття girlboss стало активно використовуватися у медіа та розважальній індустрії. У 2017 році вийшов серіал "Girlboss", заснований на книзі Софії Аморусо. Цей серіал намагався висвітлити аспекти підприємницької діяльності та труднощі, з якими стикаються жінки в бізнесі.
- Підприємництво та бренди: Girlboss-культура сприяла зростанню жіночих стартапів та інноваційних брендів, таких як Glossier, Revlon, а також надання більшої уваги до того, як бізнеси можуть впливати на соціальні зміни, підтримуючи рівність та інклюзивність.
- Масовий рух: Під впливом girlboss-руху багато жінок стали більш активними в сфері підприємництва та самореалізації, створюючи власні бренди, стартапи та культурні проекти.

### Висновки
Girlboss-культура стала важливим соціальним явищем, яке стимулювало розвиток підприємництва серед жінок та відкрило нові можливості для самовираження. Однак, попри її позитивні аспекти, вона також викликала значну критику через своє зосередження на індивідуальному успіху і недостатній акцент на системні соціальні проблеми.